# 武定県
武定県（ぶてい-けん）は中華人民共和国雲南省楚雄イ族自治州に位置する県。

## 行政区画
下部に7鎮、3郷、1民族郷を管轄する。
- 鎮
  - 獅山鎮、高橋鎮、猫街鎮、挿甸鎮、白路鎮、万徳鎮、己衣鎮
- 郷
  - 田心郷、発窩郷、環州郷
- 民族郷
  - 東坡タイ族郷

## 交通

### 道路
- 高速道路
  - 京昆高速道路
  - S18 武易高速道路
- 国道
  - G108国道